# جوناثان وينر
جوناثان وينر (بالإنجليزية: Jonathan Weiner)‏ هو كاتب غير روائي وصحفي ومؤلف وأستاذ جامعي أمريكي، ولد في 26 نوفمبر 1953 في نيويورك في الولايات المتحدة.

## وصلات خارجية
- الموقع الرسمي